# Râul Dunajec
Dunajec (în germană Dunajez sau Dunajetz) este un afluent de pe versantul drept al Vistulei cu o lungime de 247 km. El se formează în apropiere de localitatea Nowy Targ, prin confluența lui Czarny Dunajec (Schwarzer Dohnst) și Biały Dunajec (Weißer Dohnst) care izvoresc din munții Tatra. Pe cursul superior său superior se află barajele Jezioro Czorsztyńskie și Jezioro Sromowickie. La vărsarea lui Lipnik în Dunajec se află comuna Červený Kláštor care este la 6 km de orașul Spišská Stará Ves și la marginea Parcului Național Pieniny (Pieninen). Râul Dunajec formează graniță naturală între Slovacia și Polonia străbătând un defileu muntos de 18 km lungime, care se află o parte pe teritoriul parcului natural, traversează orașele Szczawnica, Krościenko și Nowy Sącz. In apropiere de Nowy Sącz primește apele lui Poprad afluentul său principal. Lângă localitățile Rożnow și Czchów traversează barajele Jezioro Rożnowskie i Czchowie și Jezioro Czchowskie. La nord de Tarnów se varsă în Vistula.
Pentru turiști sunt organizate excursii de coborâre pe râu cu ajutorul plutelor de bușteni, călătoria durează aproximativ două ore, nu este o călătorie periculoasă, se pot lua și copii.